# Phone Down
Phone Down is een nummer van de Nederlandse dj Armin van Buuren en de Amerikaanse producer Garibay uit 2019, ingezongen door Justin Stein. Het is de twaalfde single van zijn zevende studioalbum Balance.
Het was de tweede keer dat Van Buuren en Garibay samenwerkten, twee jaar eerder maakten ze ook al samen het nummer "I Need You", dat een soortgelijk geluid heeft. "Phone Down" gaat over telefoonverslaving. Het nummer werd een klein radiohitje in Nederland, met een 7e positie in de Tipparade. Ook in Vlaanderen bereikte het nummer de Tipparade.